# Santa Catarina (1868)
El monitor Santa Catarina fue un navío de la Armada del Imperio del Brasil que sirvió en la Guerra de la Triple Alianza. 

## Historia
Primera embarcación de la marina brasileña en llevar ese nombre en homenaje al estado de Santa Catarina, fue construida en los astilleros del Arsenal de Marina de Río de Janeiro, según planos del ingeniero naval capitán teniente Napoleão Level, diseño de máquinas del ingeniero Carlos Braconnot y de sistemas de armamento del teniente Henrique Baptista.
Era un buque de estructura de hierro pero con casco de madera cubierto por una coraza de 4", impulsado por dos máquinas de vapor con una potencia de 30 HP que impulsaban dos hélices y le permitían alcanzar una velocidad de 8.50 nudos. 
Su eslora era de 36,57 m, manga de 8,54 m, puntal de 2.7 m y un calado de 1,52 m, con un desplazamiento de 342 t. 
Montaba 1 cañón de retrocarga Whitworth de 70 mm. 
Era tripulada por 8 oficiales y otros 35 tripulantes.
Otros buques gemelos se incorporaron a la armada imperial: Pará (primero que dio su nombre a la clase), Ceará, Piauhy, Rio Grande do Sul y Alagoas.
El 8 de diciembre de 1866 fue colocada la quilla, botado el 5 de mayo de 1868 e incorporado a la escuadra al mando del teniente 1° Antônio Severino Nunes, siendo destinado al teatro de operaciones en el río Paraguay. 

### Arroyo Yhaguy
El 28 de noviembre de 1868 la escuadra brasileña dejaba Villeta al mando del Barón del Pasaje capitán Delfim Carlos de Carvalho. Incluía los acorazados Bahía y Tamandare y los monitores Alagoas y Río Grande. El 29 de noviembre la escuadra imperial llegaba a Asunción del Paraguay y se desplegaba en persecución de los restos de la flota paraguaya que remontaron el río Manduvirá y aprovechando su escaso calado se internaron por su afluente el arroyo Yhaguy Guazú.
Los tripulantes del Yporá hundieron al Paraguarí atravesando uno de los pasos más angostos del río para detener a las naves brasileñas de mayor porte e hicieron lo mismo río arriba con otras 2 embarcaciones que remolcaba, el Yberá y una chalana en el paso Tobatí Tuyá y el último en Lagunita de las Salinas.
Sólo el Yporá, el Río Apa, Paraná, Salto del Guairá, Pirabebé y el Anhambay consiguieron llegar a Capilla de Caraguatay mientras a su retaguardia un batallón de marina y tropas del ejército paraguayo procuraban cerrar el río en el paso Garayo. 
El 14 de agosto de 1869 el mariscal Francisco Solano López había pasado por Caraguatay con rumbo a San Estanislao, y dejó a su paso instrucciones de destruir la flotilla antes de ser capturada.
El 18 de agosto de 1869, mismo día del combate de Ca´aguy Yurú (actual Isla Pucú), una fuerte tormenta hizo crecer al río permitiendo el paso a los monitores Ceará, Piauhy y Santa Catarina que en horas de la madrugada dejaron Asunción y remontaron el Manduvirá rumbo a Caraguatay.
En cumplimiento de órdenes de Solano López, el Yporá y las restantes naves de la escuadra paraguaya fueron encalladas en las riberas del Arroyo Yhaguy e incendiadas para evitar su captura mientras sus últimos tripulantes huían por la Rinconada de Saladillo para incorporarse a las fuerzas de López.
A mediados de mayo apoyó las operaciones de las tropas al mando del brigadier general José Antônio Corrêa da Câmara en Villa del Rosario.